# Sauropelta
Sauropelta ("ödlesköld ') är ett utdött släkte av nodosaurider som levde i början av kritaperioden i Nordamerika. En art (S. edwardsorum) har blivit namngiven men andra kan ha funnits. Anatomiskt är Sauropelta en av de mest välförstådda nodosauriderna med fossil återfunna i de amerikanska delstaterna Wyoming, Montana och eventuellt Utah. Det är också det tidigaste kända släktet av nodosaurider, de flesta av dess kvarlevor har påträffats i en del av Cloverly Formation som dateras till omkring 118 till 110 miljoner år sedan.
Det var en medelstor nodosaurid, vilken var ungefär 5 meter lång. Sauropelta hade en distinkt lång svans som utgjorde ungefär hälften av sin kroppslängd. Även om dess kropp var mindre än en modern spetsnoshörning, så vägde Sauropelta ungefär 1 500 kg. Den extra vikten beror till stor del på dess omfattande bepansring av benplattor och karakteristiskt stora taggar vilka sköt ut från halsen.